# ポリ塩化ジベンゾ-p-ジオキシン

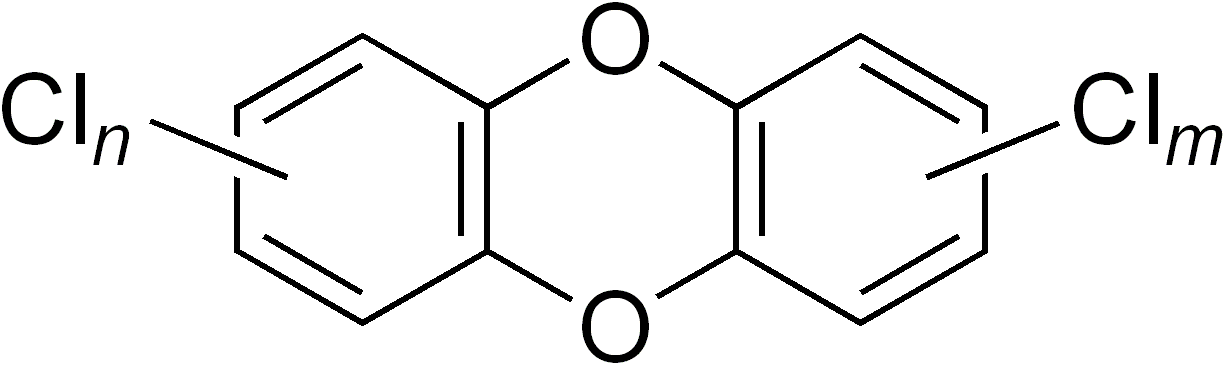
PCDDの一般構造。nとmは各0から4、n+mは2から8

最も毒性が強いとされる2,3,7,8-テトラクロロジベンゾジオキシンの構造

ポリ塩化ジベンゾ-p-ジオキシン（ポリえんかジベンゾパラジオキシン Polychlorinated dibenzo-p-dioxins；略称PCDD）は、ジベンゾ-p-ジオキシンに複数の塩素原子が付加した共通構造を持つ一群の化合物。毒性、蓄積性および残留性のある環境汚染物質として知られる。
一般にダイオキシンと呼ばれるが、これは元来別の化合物であるジオキシンを指し（ジオキシンの英語読みがダイオキシン）、不正確な略称である。
さらに、類似の毒性を持つ化合物であるポリ塩化ジベンゾフランおよびダイオキシン様ポリ塩化ビフェニルを含めて、ダイオキシン類ということがある。これらはいずれも有機物の燃焼、塩素処理や有機塩素化合物の合成に伴う副産物として生成する。